# Porsgrunns kommun
Porsgrunns kommun (norska: Porsgrunn kommune) är en kommun i Telemark fylke i södra Norge. Kommunen ligger vid Breviksfjorden (Langesundsfjorden). Centralort är staden Porsgrunn. 
Porsgrunns kommun ingår som en av sex kommuner i regionen Grenland. Kommunen hade år 2010 en befolkning på 35 218 invånare, och var därmed Telemark fylkes näst största kommun till invånarantalet, efter den intilliggande Skiens kommun. I själva stadskärnan Porsgrunn bor det cirka 13 000, men flera bostadsområden till exempel Eidanger, Hovenga, Heistad och Brevik utgör också en större del av befolkningen i kommunen.
Bjørkøya, Løvøya och Sandøya är några av öarna i kommunen.

## Administrativ historik

Breviks kommunvapen från 1954.

Porsgrunn blev köpstad 1807 och fick fulla köpstadsrättigheter 1842.
1920 överfördes ett område med 437 invånare från Gjerpens kommun, 550 invånare från Eidangers kommun och 1 614 invånare från Solums kommun. 1964 slogs Porsgrunns kommun samman med Breviks och Eidangers kommuner. Samtidigt infogades också ett område med 12 invånare från Brunlanes kommun och 75 invånare från Hedrums kommun. 1968 överfördes ett område med 3 554 invånare från Skiens kommun.

## Tätorter
I Porsgrunns kommun finns tre tätorter:
- Langangen
- Porsgrunn/Skien (centralort, delvis i Skiens och Bamble kommuner)
- Sandøya

## Socknar
Inom Norska kyrkan är Porsgrunns kommun indelad i två socknar:
- Eidangers socken
- Porsgrunns socken

Socknarna ingår i Skiens prosteri i Agder og Telemarks stift.

## Bilder

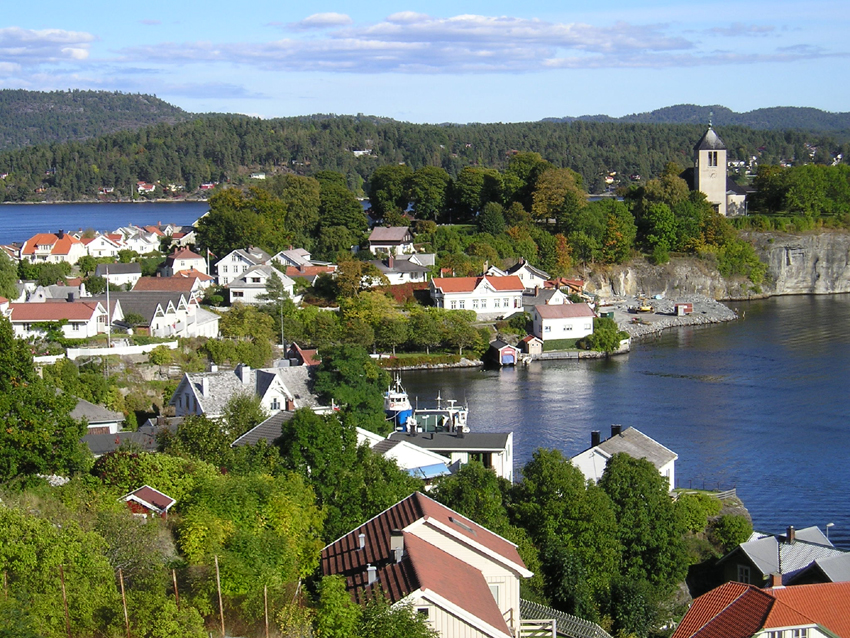
Brevik
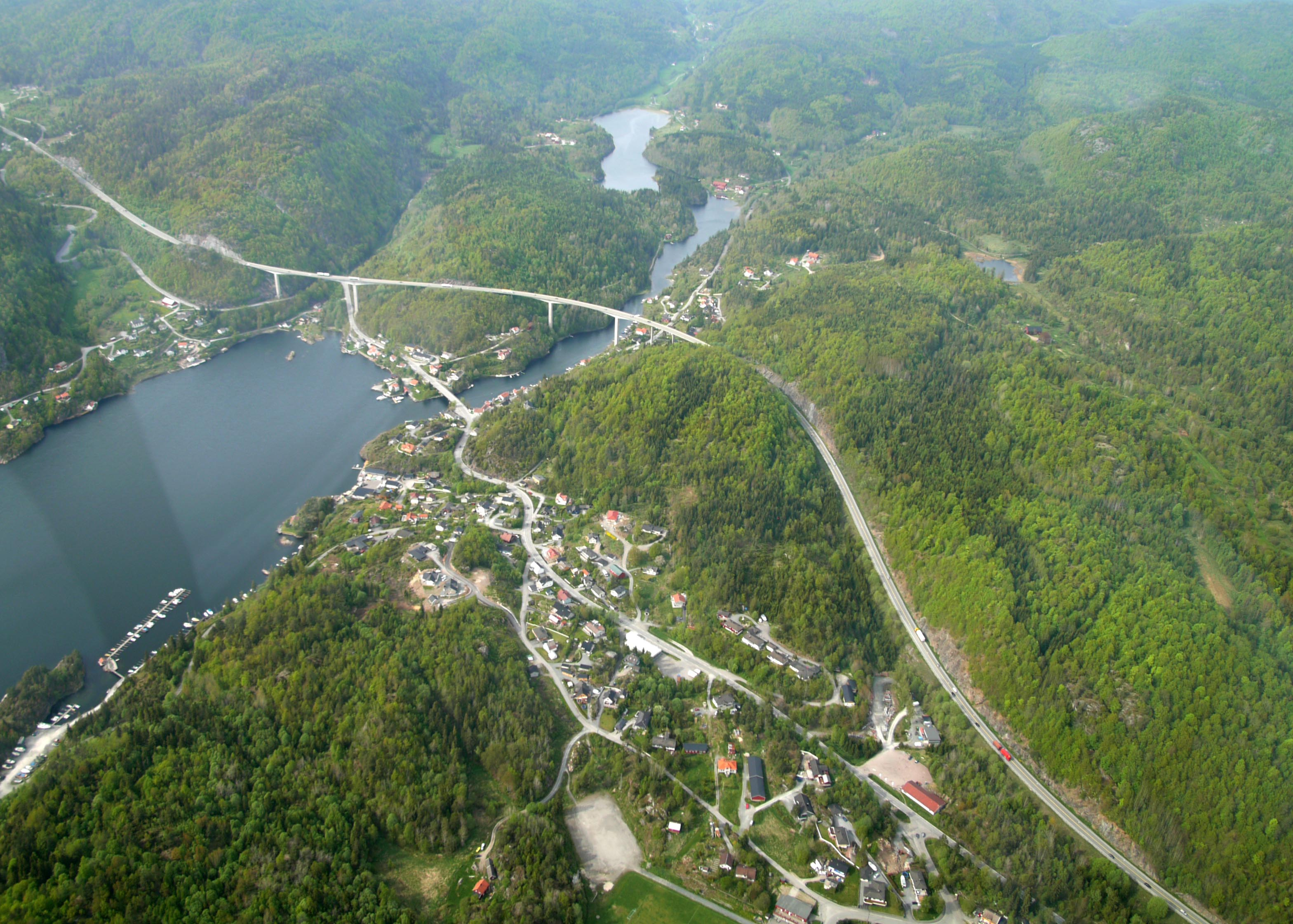
Langangen
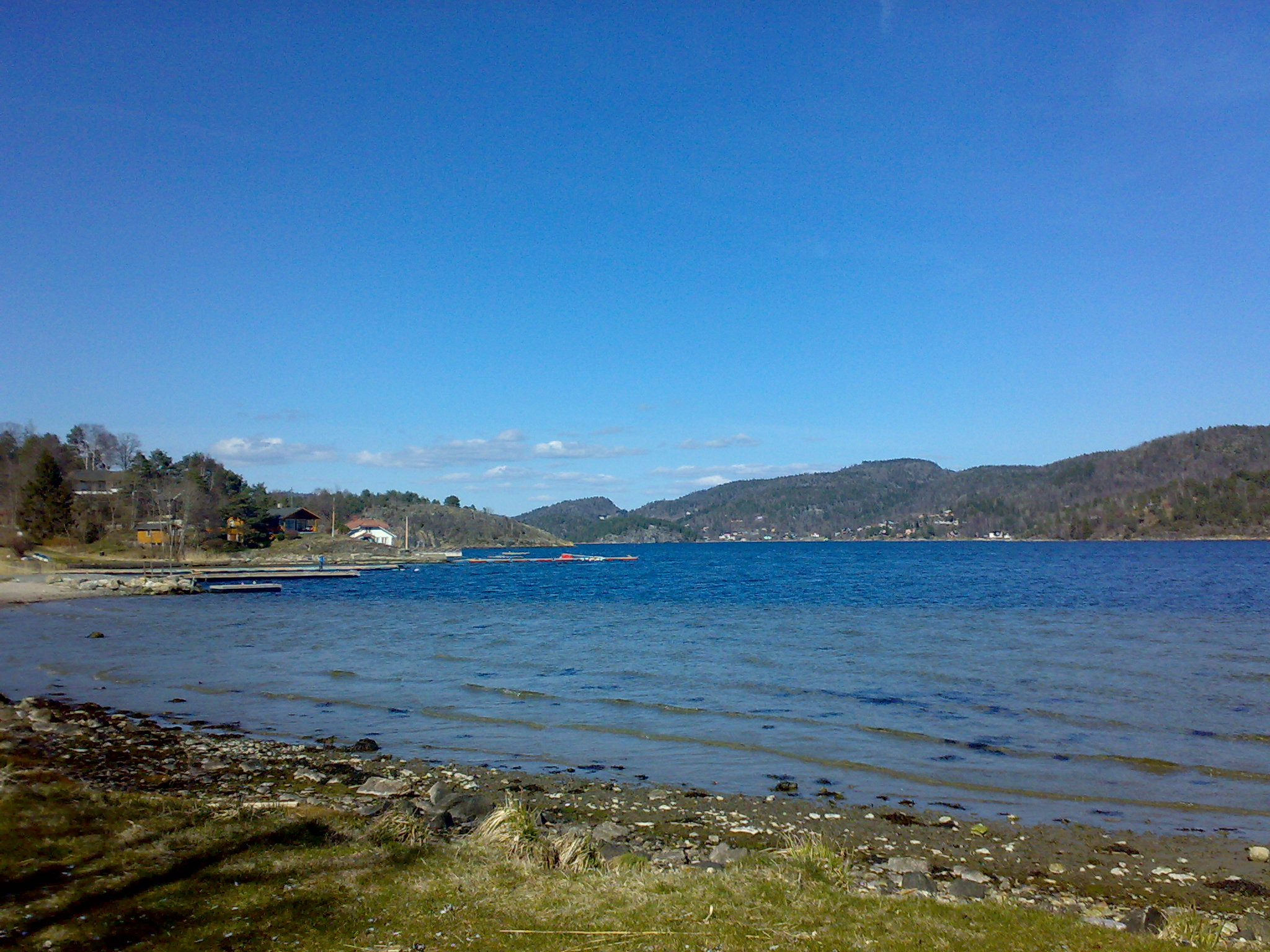
Skjelsvik